# Albuera (Leyte)
Albuera (Bayan ng Albuera) är en kommun i Filippinerna. Kommunen ligger på ön Leyte, och tillhör provinsen Leyte. Folkmängden uppgår till 34 335 invånare.

## Barangayer
Albuera är indelat i 16 barangayer.
| - Antipolo - Balugo - Benolho - Cambalading - Damula-an - Doña Maria (Kangkuirina) - Mahayag - Mahayahay | - Poblacion - Salvacion - San Pedro - Seguinon - Sherwood - Tabgas - Talisayan - Tinag-an |